# Marcos de Noronha e Brito
Dom Marcos de Noronha e Brito (né le 1er novembre 1771 à Lisbonne - mort le 24 mars 1828 à Lisbonne) était un noble et un administrateur colonial portugais. Il fut 8e comte dos Arcos et le 15e et dernier vice-roi du Brésil, de 1806 à 1808.

## Biographie
Il est d'abord envoyé au Brésil pour occuper la charge de gouverneur et capitaine-général de l'État de Grão-Pará et Rio Negro. Rappelé à Rio de Janeiro, il remplace alors Dom Fernando José de Portugal e Castro dans sa fonction de vice-roi du Brésil.
Il dirige la colonie du 14 octobre 1806 au 22 janvier 1808, quand Jean de Bragance, prince régent du Portugal, débarque à Salvador, transférant le siège de la monarchie vers le Brésil.
Avec l'arrivée de la famille royale, il est envoyé à Bahia en tant que gouverneur. Il établit dans la province la première imprimerie et édite le journal Idade de Ouro do Brasil, crée une bibliothèque publique, termine les travaux des quais de la douane et le théâtre São João, en plus de mettre en place une ligne de courrier vers le Maranhão.
Lors de la révolution Pernambucana de 1817, il aide à la répression des rebelles.
En 1819, le palais du comte dos Arcos est édifié à Rio de Janeiro pour loger Marcos de Noronha. Ce bâtiment deviendra le premier siège du sénat brésilien, plusieurs années après.
Nommé ministre de la Marine et de l'Outre-Mer, il retourne à Rio de Janeiro. Lors du retour du roi Jean VI, il reste en fonction au Brésil.
Peu après l'indépendance du Brésil, l'empereur Pierre Ier le démet de ses fonctions.
Dans toutes ses attributions, il se fit remarquer par sa sévérité envers les contrebandiers et sa volonté d'assainir la Justice.